# Bellastraea squamifera
Bellastraea squamifera là một loài ốc biển, là động vật thân mềm chân bụng sống ở biển thuộc họ Turbinidae, họ ốc xà cừ.

## Phân bố

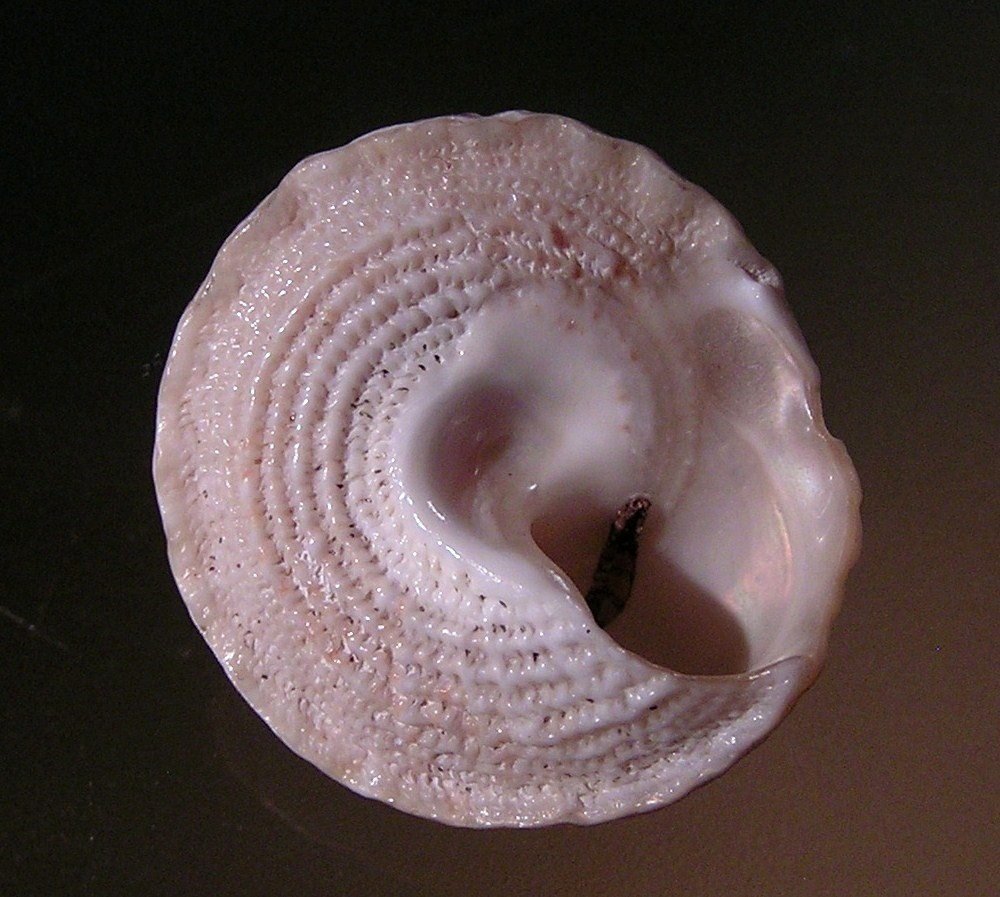
view from below

## Hình ảnh

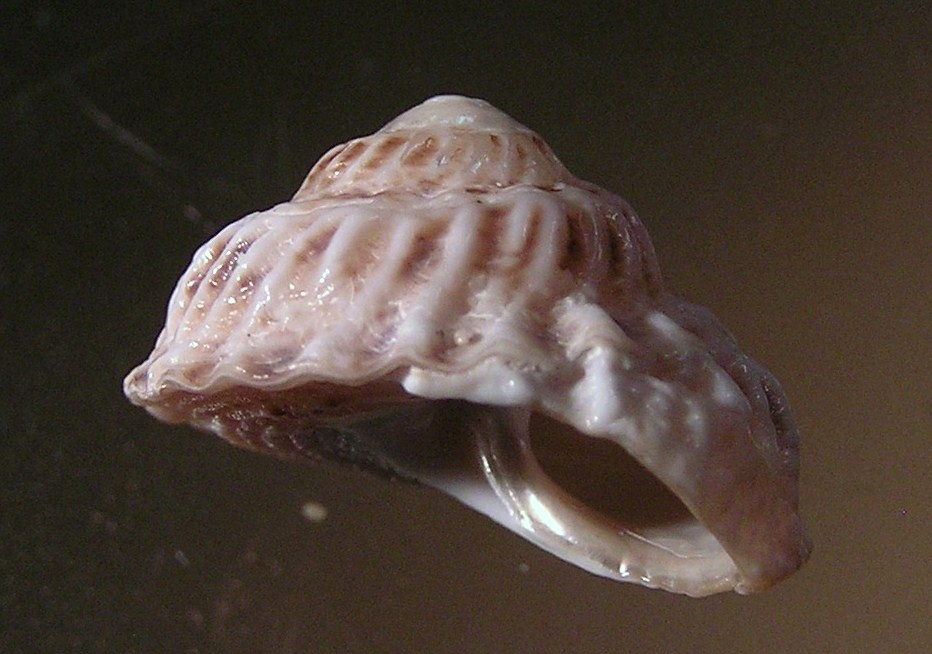